# 14 Herculis b
14 Herculis b je exoplanetou obíhající kolem hvězdy 14 Herculis v souhvězdí Herkula.
Na základě hmotnosti lze usuzovat, že se jedná o plynného obra přibližně stejné velikosti jako Jupiter, ale mnohem těžšího.